# Tolpuddle
Tolpuddle è un villaggio e parrocchia civile dell'Inghilterra, appartenente alla contea del Dorset.
Famoso per la repressione di una delle prime associazioni sindacali nel 1834, nella quale vennero arrestati 6 braccianti agricoli e condannati alla deportazione in Australia, condanna a cui seguirono ampie proteste in tutto il Paese. Le vicissitudini sono ricordate nel locale Museo dei martiri di Tolpuddle.